# Claudio Gugerotti
Claudio Gugerotti (Verona, 7 de outubro de 1955) é um clérigo e diplomata italiano da Santa Sé, atual Prefeito do Dicastério para as Igrejas Orientais. Anteriormente, trabalhou no serviço diplomático da Santa Sé, ocupando o cargo de núncio em vários países da Europa Oriental entre 2001 e 2020 e na Grã-Bretanha de 2020 a 2022. Ele se juntou à equipe do Dicastério para as Igrejas Orientais em 1985 e foi seu subsecretário de 1997 a 2001. É arcebispo desde 2001.

## Biografia
Nasceu em Verona, capital da província e bispado, em 7 de outubro de 1955.

### Formação sacerdotal e ministério
Recebeu a ordenação sacerdotal em 29 de maio de 1982, pela imposição das mãos de Giuseppe Amari, bispo de Verona; foi incardinado aos vinte e seis anos como presbítero da mesma diocese.
Formou-se em línguas e literaturas orientais na Universidade de Veneza, e depois mudou-se para Roma, onde obteve a licenciatura em liturgia pastoral na Pontifício Ateneu Santo Anselmo e o doutorado em ciências eclesiásticas orientais na Pontifício Instituto Oriental. Lecionou patrística no instituto teológico "San Zeno" de Verona de 1981 a 1984, e teologia oriental e liturgia no Instituto de Estudos Ecumênicos de Verona de 1982 a 1985. Além disso, como professor, lecionou nas universidades de Veneza e Pádua . Ele também ensinou patrística e língua e literatura armênia no Pontifício Instituto Oriental.
Em 1985 ingressou na Cúria Romana, trabalhando no Dicastério para as Igrejas Orientais, dentro da qual em 17 de dezembro de 1997 o Papa o nomeou, aos 42 anos, subsecretário; sucedeu a Marco Dino Brogi, O.F.M., promovido quatro dias antes como núncio apostólico no Sudão e delegado apostólico na Somália.

### Ministério episcopal
Em 7 de dezembro de 2001, o Papa João Paulo II o nomeou, aos 46 anos, núncio apostólico na Geórgia e na Armênia, sucedendo a Peter Stephan Zurbriggen, transferido para chefe de nunciaturas nos países bálticos em 25 de outubro anterior; ao mesmo tempo, foi-lhe atribuída a sé titular de Ravello, com a dignidade de arcebispo. Seis dias depois, foi-lhe confiada também a nunciatura no Azerbaijão, expandindo assim a sua missão diplomática a toda a região da Transcaucásia.
Recebeu a ordenação episcopal em 6 de janeiro de 2002, na Basílica de São Pedro no Vaticano, por imposição das mãos do mesmo pontífice, co-sagrando os futuros cardeais Leonardo Sandri, arcebispo titular de Cittanova e substituto para assuntos gerais da Secretaria de State, e Robert Sarah, arcebispo emérito de Conacri e secretário da Congregação para a Evangelização dos Povos; junto com ele, outros 9 bispos foram ordenados. Como lema episcopal escolheu Per orientalem viam, que traduzido significa "No caminho para o Oriente".
Em 15 de julho de 2011, o Papa Bento XVI o transferiu, aos cinqüenta e cinco anos, para chefe da nunciatura apostólica na Bielorrússia; ele sucedeu Martin Vidović, que renunciou ao mesmo tempo depois de enfrentar a oposição política do país enquanto o papa e o cardeal Tarcisio Bertone, S.D.B., secretário de Estado, tentavam negociar com o presidente Aleksandr Lukashenko.
Em 13 de novembro de 2015, o Papa Francisco o nomeou, aos sessenta anos, núncio apostólico na Ucrânia; ele sucedeu Thomas Edward Gullickson, enviado como chefe das nunciaturas na Suíça e Liechtenstein em 5 de setembro anterior.
Em 4 de julho de 2020, o papa o transferiu novamente, aos sessenta e quatro anos, para presidir a nunciatura apostólica na Grã-Bretanha; ele sucedeu Edward Joseph Adams, de 75 anos, que renunciou por ter atingido o limite de idade no dia 31 de janeiro anterior.
Em 21 de novembro de 2022, o pontífice o nomeou, aos sessenta e sete anos, prefeito do Dicastério para as Igrejas Orientais , recebendo ao mesmo tempo o título de grão-chanceler do Pontifício Instituto Oriental; sucedeu o cardeal Leonardo Sandri, de 79 anos, que renunciou por ter atingido o limite de idade.
Em 9 de julho de 2023, o Papa Francisco anunciou durante o Angelus que o criaria cardeal no Consistório de 30 de setembro de 2023. Recebeu o barrete vermelho e a diaconia de Sant'Ambrogio della Massima.
Em 4 de outubro de 2023, foi nomeado membro do Dicastério para a Evangelização, em ambas as seções, Dicastério para a Doutrina da Fé, Dicastério para os Bispos, Dicastério para a Promoção da Unidade dos Cristãos, Dicastério para o Diálogo Inter-Religioso, Dicastério para a Cultura e a Educação, Dicastério para os Textos Legislativos e para a Pontifícia Comissão para o Estado da Cidade do Vaticano.
Em 22 de fevereiro de 2024, foi nomeado membro do Conselho da Seção das Relações com os Estados e Organizações Internacionais da Secretaria de Estado.